# Габровка (Літія)
Габровка (словен. Gabrovka) — поселення в общині Літія, Осреднєсловенський регіон, Словенія. Висота над рівнем моря: 388,6 м.